# Артюхи (Городокский район)
Артюхи́ — упразднённый населённый пункт, бывшая деревня в Гуркинском сельсовете Городокском районе Витебской области Белоруссии.
Находилась в 2 км к югу от современной деревни Жуково.

## История
Деревня отмечена на карте середины XIX века, в Списке населённых мест Витебской губернии 1906 года (стр.91 № 18), на картах РККА 1930-х годов и топографической карте начала 1980-х годов.